# (502) Sigune
(502) Sigune es un asteroide perteneciente al cinturón de asteroides descubierto el 19 de enero de 1903 por Maximilian Franz Wolf desde el observatorio de Heidelberg-Königstuhl, Alemania.
Está nombrado por Sigune, un personaje de Auch Einer del escritor alemán Friedrich Theodor Vischer (1807-1887).
Sigune forma parte de la familia asteroidal de Focea.